# Mambéré (préfecture)
La Mambéré, est l’une des vingt préfectures de République centrafricaine. Elle est située dans l'ouest du pays.
Sa superficie est de 15 740 km² pour une population estimée de 265 479 habitants en 2021. Son chef-lieu est Carnot.

## Situation
La préfecture est frontalière du Cameroun à son extrémité Ouest.
|               | Nana-Mambéré  | Ombella-M'Poko |
| Kadey         | Mambéré       | Lobaye         |
| Mambéré-Kadéï | Mambéré-Kadéï | Sangha-Mbaéré  |

## Histoire
La préfecture est instaurée en 2020, par division de la préfecture de Mambéré-Kadéï.

## Administration
La Mambéré constitue avec la Mambéré-Kadéï, la Nana-Mambéré et la Sangha-Mbaéré, la région de l’Équateur, numéro 2 de la République centrafricaine.

### Sous-préfectures et communes
La Mambéré est divisée en quatre sous-préfectures et cinq communes :
- Sous-préfecture de Carnot : Carnot,
- Sous-préfecture de Senkpa-Mbaéré
- Sous-préfecture de Amada-Gaza : Haute-Boumbé
- Sous-préfecture de Gadzi : Topia, Mbali

| Sous-préfectures | communes      | superficie (km²) | population (hab. 2021) | villages (nbre 2003) | quartiers (nbre 2003) |
| Amada-Gaza       | Haute-Boumbé  | 3 147,06         | 15 151                 | 65                   | 0                     |
| Carnot           | Carnot        | 3 733,78         | 159 987                | 61                   | 30                    |
| Senkpa-Mbaéré    | Senkpa-Mbaéré | 2 504,04         | 18 270                 | 35                   | 0                     |
| Gadzi            | Mbali         | 2 034,39         | 17 473                 | 65                   | 0                     |
| Gadzi            | Topia         | 4 420,78         | 54 598                 | 65                   | 0                     |

## Économie
La préfecture se situe dans la zone de cultures vivrières à manioc et bananes plantains dominants, maïs, arachide, sésame, macabo et courges. Les cultures commerciales sont constituées des plantations de tabac. Les ressources minières sont les gisements de diamants alluvionnaires exploités artisanalement. Le secteur industriel est représenté par l'exploitation forestière et l'industrie du bois.